# HD201184
HD201184 — хімічно пекулярна зоря спектрального класу
A0 й має  видиму зоряну величину в смузі V приблизно  5,3.
Вона  розташована на відстані близько 191,2 світлових років від Сонця.

## Фізичні характеристики
Зоря HD201184 обертається 
дуже швидко 
навколо своєї осі. Проєкція її екваторіальної швидкості на промінь зору становить  Vsin(i)=212км/сек.